# Gansudiscus
Gansudiscus es un género de foraminífero bentónico considerado un sinónimo posterior de Hemigordiopsis de la subfamilia Hemigordiopsinae, de la familia Hemigordiopsidae, de la superfamilia Cornuspiroidea, del suborden Miliolina y del orden Miliolida. Su especie tipo es Gansudiscus luquensis. Su rango cronoestratigráfico abarcaba desde el Carbonífero hasta el Pérmico.

## Clasificación
Gansudiscus incluía a las siguientes especies:
- Gansudiscus irregularis †
- Gansudiscus luquensis †
- Gansudiscus orientalis †